# The King’s Speech
The King’s Speech (englisch für Die Rede des Königs, aber auch Das Sprachvermögen des Königs) ist eine britische Filmbiografie des Regisseurs Tom Hooper aus dem Jahre 2010. Colin Firth stellt darin den britischen König Georg VI. dar, der mit Hilfe eines einfühlsamen Therapeuten sein Stottern überwindet. Der Film gewann bei der Oscarverleihung 2011 vier Auszeichnungen in den Kategorien bester Film, beste Regie, bester Hauptdarsteller und bestes Originaldrehbuch.

## Handlung
Auf der Abschlussveranstaltung der British Empire Exhibition im Jahre 1925 soll Prinz Albert, der Herzog von York und der zweite Sohn des Königs Georg V., erstmals eine vom Hörfunk übertragene Ansprache halten. Seine Nervosität und sein Stottern lassen die Ansprache aber zu einem Fiasko werden.
Nach zahlreichen erfolglosen Therapieversuchen verbittet sich Albert jeden weiteren Anlauf, bis Alberts Frau Elisabeth, eine schottische Adlige, schließlich von dem ganz anders arbeitenden australischen Sprachtherapeuten und Gelegenheitsschauspieler Lionel Logue erfährt. Dessen unkonventionelle Methoden stellen für Albert zunächst eine große Herausforderung dar: Logue besteht darauf, die Sitzungen in seiner Praxis abzuhalten, statt sich zum Herzog zu begeben, er verzichtet demonstrativ auf jegliche höfische Etikette und redet Albert mit seinem Kosenamen Bertie an. Um dem resignierten Prinzen die Heilbarkeit des Stotterns zu beweisen, soll Albert Hamlets Monolog Sein oder Nichtsein laut vorlesen, während er über einen Kopfhörer Orchestermusik eingespielt bekommt, so dass er seine eigene Stimme nicht hören kann. Logue nimmt den Vortrag, der im Film zunächst nicht hörbar ist, direkt auf eine Schallplatte auf. Der Herzog bricht mitten im Vortrag ab, von der Zwecklosigkeit überzeugt, und beendet auch diesen Therapieanlauf sofort, nimmt aber die Aufnahme als Geschenk mit.
Während der Weihnachtsansprache König Georgs V. bewundert Albert, wie souverän sein Vater mit dem neuen Medium Hörfunk umgeht. Resigniert legt er die von Logue aufgenommene Schallplatte auf und hört höchst erstaunt sich selbst den Sein-oder-Nichtsein-Monolog fehlerfrei vortragen. Die Therapie bei Logue wird wieder aufgegriffen.
Weil Logue davon überzeugt ist, dass das Stottern in seelischen Traumata wurzelt und mit Sprechübungen allein nicht zu beseitigen ist, sprechen die beiden auch sehr persönlich über Alberts unglückliche Kindheit – er und sein älterer Bruder Eduard „David“, der Fürst von Wales und Thronfolger, wurden von einem Kindermädchen seelisch misshandelt. Albert selbst bekam zu wenig zu essen und musste als geborener Linkshänder sich mühsam auf den Gebrauch der „richtigen“ Hand umstellen. Die Therapie macht nun erkennbare Fortschritte, während sich zwischen Logue und dem Prinzen auch eine Freundschaft entwickelt.
Als David als Eduard VIII. seinem verstorbenen Vater auf den Thron folgt, verschärft sich der Konflikt zwischen den Brüdern über Eduards unstandesgemäße Beziehung zu der mehrfach geschiedenen und noch anderweitig verheirateten Amerikanerin Wallis Simpson. Eduard schiebt die Einwände seines Bruders verächtlich beiseite und wirft ihm gar Verrat vor. Albert kann nichts entgegnen, da er unter Eduards sarkastischen Bemerkungen wieder zu stottern beginnt.
Nach diesem Zwischenfall wird der Herzog von Logue dazu ermutigt, seine Wut durch lautes Fluchen zu äußern, weil er dabei nicht stottert. Doch als Logue kurz darauf angesichts der Affäre zwischen Eduard und Simpson andeutet, dass Albert in seinen Augen ein sehr viel besserer König sein könne, gerät Albert in Wut, wirft ihm Hochverrat vor und lässt ihn stehen. Einen späteren Ausspracheversuch von Logues Seite weist er kalt ab.
Doch als Eduard VIII. zugunsten der Heirat mit Wallis auf den Thron verzichtet und Albert tatsächlich als Georg VI. König wird, erscheint er überraschend bei Logue, auf dessen Hilfe er nun angewiesen ist, und bittet ihn um Entschuldigung sowie Unterstützung bei der Vorbereitung der Krönungszeremonie in der Westminster Abbey. Logue sagt zu, doch Cosmo Lang, Erzbischof von Canterbury, wendet ein, dass Logue nicht einmal ausgebildeter Arzt sei und es bestimmt bessere Fachleute dafür gebe. Logue entgegnet, er habe nie behauptet, Arzt zu sein, und erzählt, wie er nach dem Ersten Weltkrieg erfolgreich Kriegszitterer behandelte und so seine autodidaktisch erworbenen Fähigkeiten ausbaute, die sich als erfolgreich erwiesen hätten. Albert entscheidet, Logue zu behalten. Die Krönung am 12. Mai 1937 verläuft dank Logues Hilfe ohne Probleme.
Als das Vereinigte Königreich nach dem Überfall auf Polen dem Deutschen Reich am 3. September 1939 den Krieg erklärt, bereitet sich der König auf seine bislang wichtigste Rundfunkansprache vor. Logue wird zum Buckingham-Palast geladen, um mit dem König unter großem Zeitdruck die vorformulierte Rede einzustudieren. Auch während der laufenden Übertragung führt Logue mimisch und gestisch Regie. Dank dieser Hilfe findet der anfangs noch stockende König bald in einen einfühlsamen Sprachduktus, so dass die in alle Teile des Britischen Weltreichs übertragene Rede nicht nur weitgehend fehlerfrei, sondern geradezu eindrucksvoll gehalten wird. Mit dem Applaus des Volkes endet der Film.
Ein eingeblendeter Text erklärt, dass Logue auch bei allen weiteren Kriegsansprachen des Königs assistierte, die als wichtiger Faktor des britischen Willens zum Widerstand gelten. 1944 wurde Logue vom König zum Commander des Royal Victorian Order ernannt. Er und Bertie blieben ihr Leben lang Freunde.

## Produktion

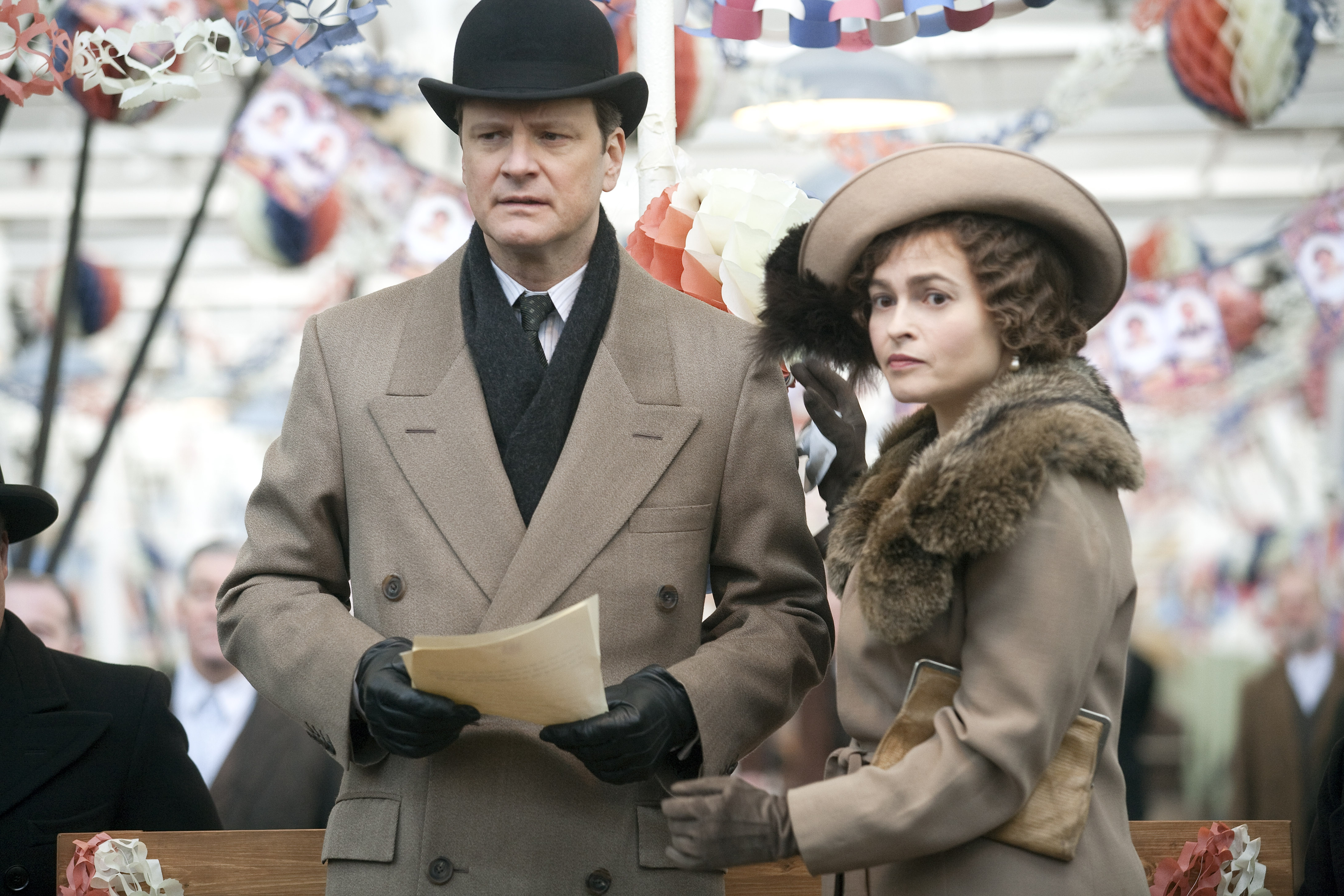
Colin Firth und Helena Bonham Carter während der Dreharbeiten

Drehbuchautor David Seidler hatte die Geschichte von König Georg VI. und Lionel Logue bereits in den frühen 1980er Jahren recherchiert, stellte dann aber die weiteren Arbeiten an einem Drehbuch auf Wunsch von Königinmutter Elisabeth – der Witwe Georgs VI. – zu ihren Lebzeiten zurück. 2005, drei Jahre nach ihrem Tod, nahm Seidler die Arbeit an The King’s Speech wieder auf, arbeitete den Stoff aber zu einem Theaterstück um. Das Stück wurde 2006 der Produzentin Joan Lane präsentiert. Sie sah in dem Skript jedoch vielmehr ein Filmdrama und realisierte schließlich eine Filmversion mit damaligen Kollegen. Für die Inszenierung wurde der als Regisseur von historischen Fernsehfilmen bekanntgewordene Tom Hooper gewonnen, der durch seine Mutter auf das noch unveröffentlichte Theaterstück aufmerksam gemacht wurde.
Nachdem die Finanzierung des Independentfilms durch den UK Film Council gesichert war, begannen die Dreharbeiten am 13. November 2009. Sie endeten am 17. Januar 2010. Die Postproduktion wurde am 31. August 2010 abgeschlossen. Bereits am 4. September feierte der Film seine Weltpremiere im Rahmen des Telluride Film Festival in Colorado, Vereinigte Staaten. Im selben Monat wurde The King’s Speech beim Toronto International Film Festival mit Begeisterung aufgenommen und mit dem Zuschauerpreis ausgezeichnet.
Drehorte für die Ansprache Alberts zur British Empire Exhibition waren Elland Road und das Grattan Stadium nahe Bradford. Als Aufnahmestudio der BBC für seine Rede im Hörfunk diente der alte Kontrollraum der Battersea Power Station, welche bereits für die Filme The Dark Knight und Das Kabinett des Doktor Parnassus als Kulisse genutzt wurde. Die Residenz Alberts und seiner Gattin im Film ist ein von Robert Adam entworfenes Haus im Londoner Stadtviertel Marylebone, welches 1776 erbaut wurde. Hier wurden auch die in der Praxis von Logue stattfindenden Szenen produziert. Die Außenaufnahmen des Hauses von Logue erfolgten in der Campton Street im London Borough of Southwark. Der gemeinsame Spaziergang von Albert und Logue wurde im Avenue Garden des Regent’s Park gedreht. Als Aufnahmeort für das Fest von Edward und Simpson diente Knebworth House, welches bereits mehrfach als Filmkulisse genutzt wurde, so auch als Wayne Manor in Batman. Die Straßenszenen während der Fahrt Alberts zu seiner wichtigen Rede zu Beginn des Zweiten Weltkriegs wurden im Old Royal Naval College gedreht. Für die Innenaufnahmen des Buckingham Palastes dienten Englefield House und Lancaster House, welches bereits für die Filme Reds und Ernst sein ist alles als Kulisse fungierte.

## Veröffentlichung
Der Film hatte am 16. Februar 2011 auf der Berlinale seine Deutschlandpremiere. Der offizielle deutsche und schweizerische Kinostart war am 17. Februar 2011, in Österreich am 18. Februar 2011. In den Vereinigten Staaten kam der Film bereits im Dezember 2010 und im Vereinigten Königreich im Januar 2011 in die Kinos.
Die deutsche Synchronfassung wurde unter der Dialogregie von Harald Wolff bei der Taunus Film GmbH Synchron in Berlin erstellt.
In den Vereinigten Staaten erreichte The King’s Speech an seinem Eröffnungswochenende in nur vier Kinos ein Einspielergebnis von 355.450 US-Dollar (etwa 246.000 €), also 88.863 US-Dollar (etwa 61.500 €) pro Kino. Dies bescherte dem Film das höchste Einspielergebnis pro Kino im Jahr 2010. Aus diesem Grund wurde die Anzahl der Kinos schnell ausgeweitet; der Film lief am Weihnachtswochenende 2010 in den Vereinigten Staaten in 700 Kinos. The King’s Speech setzte sich daraufhin schnell in den Kinocharts der Vereinigten Staaten unter den erfolgreichsten zehn Filmen ab und erreichte am Ende der zweiten Februarwoche 2011, nachdem die Ausstrahlung auf 2584 Kinos ausgeweitet worden war, Platz 1 der Kinocharts und ein Einspielergebnis von über 86 Millionen US-Dollar (etwa 60 Mio. €). Bisher liegt das Einspielergebnis in den Vereinigten Staaten bei etwa 131 Millionen US-Dollar (etwa 91 Mio. €). (Stand: 18. März 2011)
In Großbritannien und Irland erfreute sich die britische Produktion großer Beliebtheit und spielte an seinem Eröffnungswochenende in 395 Kinos ca. 3,52 Millionen Pfund (etwa 4 Millionen Euro) ein. Laut der britischen Zeitschrift The Guardian gelang The King’s Speech damit einer der erfolgreichsten Kinostarts Großbritanniens überhaupt. Der Film hielt sich drei Wochen an der Spitze der britischen Kinocharts und wurde nach fünf Wochen gar als erfolgreichster britischer Film aller Zeiten bezeichnet. Das gesamte Einspielergebnis Großbritanniens und Irlands liegt bisher bei ca. 42,8 Millionen Pfund (ca. 69,5 Millionen US-Dollar/48 Mio. €). (Stand: 13. März 2011)
Auch in Deutschland gelang The King’s Speech ein erfolgreiches erstes Wochenende in den Kinos mit 214.000 Besuchern und einem Einspielergebnis von knapp 1,6 Millionen Euro (ca. 2,2 Millionen US-Dollar) und damit Platz 3 der Kinocharts.
Bisher (Stand: 9. November 2011) spielte der Film in den deutschen Kinos etwa 23,5 Millionen US-Dollar ein und rangierte zwei Wochen auf Platz 1 der deutschen Kinocharts. Den Film sahen in Deutschland 2.426.794 Besucher. (Stand: 9. September 2012)
Auf geschätzte 15 Millionen US-Dollar Produktionskosten (etwa 10,3 Mio. €) kommen so bisher weltweit etwa 427,4 Mio. US-Dollar (etwa 325,5 Mio. €) an Einspielergebnissen.
Die Hörfilmfassung entstand 2011 bei der deutschen Hörfilm gGmbH. Die von Uta Maria Torp gesprochene Bildbeschreibung wurde 2012 für den deutschen Hörfilmpreis nominiert.
Die Free-TV-Premiere des Films fand am 15. Juli 2013 um 20:15 Uhr auf ORF eins und Das Erste statt. Während die Wiederholung vom deutschen Sender noch in der Nacht ausgestrahlt wurde, wurde der Film im ORF am nächsten Tag um 10:10 Uhr nochmals gezeigt.

## Soundtrack
Der Soundtrack stammt von Alexandre Desplat und umfasst vierzehn Stücke. Eingespielt wurde die Musik vom London Symphony Orchestra, welches schon durch viele weltbekannte Soundtracks (u. a. für Star Wars) berühmt wurde. Der Soundtrack enthält vor allem von klassischer Musik inspirierte Orchestermusik. Desplat dirigierte das Orchester selbst und erhielt für seine Arbeit unter anderem seine vierte Oscarnominierung, fünfte Golden-Globe-Nominierung und seinen ersten BAFTA Award. In den Solopassagen spielt Dave Arch am Klavier, außerdem sind ausgewählte Stücke von Beethoven und Mozart enthalten, für die Terry Davies das Orchester dirigierte.
1. Lionel and Bertie
2. The King’s Speech
3. My Kingdom, My Rules
4. The King is Dead
5. Memories of Childhood
6. King George VI
7. The Royal Household
8. Queen Elizabeth
9. Fear and Suspicion
10. The Rehearsal
11. The Threat of War
12. Speaking Unto Nations (Beethoven, 7. Sinfonie, 2. Satz)
13. Epilogue (Beethoven, 5. Klavierkonzert Emperor – 2. Satz)
14. The Logue Method (Mozart, Le nozze di Figaro, Ouvertüre / Klarinettenkonzert, 1. Satz)

## Rezeption
The King’s Speech erhielt ein sehr gutes Presseecho, was sich auch in den Auswertungen US-amerikanischer Aggregatoren widerspiegelt. So erfasst Rotten Tomatoes größtenteils wohlwollende Besprechungen und ordnet den Film dementsprechend als „Zertifiziert Frisch“ ein. Metacritic ermittelt aus den vorliegenden Bewertungen „Allgemeines Kritikerlob“. They Shoot Pictures, Don’t They? zählt den Film zu den 1000 angesehensten Filmen im 21. Jahrhundert.

### Theater
Nach dem großen Erfolg des Films wurde auch das Theaterstück mehrfach aufgeführt. Aufführende Bühnen der deutschsprachigen Fassung von The King's Speech – Die Rede des Königs waren u. a. die Schauspielbühnen Stuttgart und das Berliner Schlosspark Theater. Das Stück hatte am 20. September 2012 in den Wiener Kammerspielen seine österreichische Erstaufführung.

### Deutschsprachige Kritiken
Bei der deutschsprachigen Kritik waren die schauspielerischen Leistungen der meistgelobte Aspekt des Films. Neben den beiden männlichen Darstellern wurde Helena Bonham Carter besonders hervorgehoben. Allerdings gab es Beanstandungen, der Churchill-Darsteller Timothy Spall überziehe seine Rolle. Der Inszenierung bescheinigten die Kritiker viel Charme, Witz und Wärme, tiefschürfende Ironie, fanden sie geistreich oder ergreifend. Lobend erwähnt wurden die Dialoge. War das Drehbuch für Ray exzellent und halte die Balance „zwischen genrebedingter Leichtigkeit und klug gesetzter Dramatik“, so erklärte die taz den Drehbuchautor für mäßig begabt. Umstritten war auch, ob der Film „historisch korrekt“ erzähle oder als historische Analyse „belanglos bis inadäquat“ sei und Edward unfair darstelle. Die visuelle Umsetzung der Klaustrophobie mit Weitwinkelobjektiven wurde ebenfalls unterschiedlich bewertet.
In der Frankfurter Allgemeine Zeitung schrieb Verena Lueken, der Film bediene die „immerwährende Neugierde“ an königlichen Familien mit „intelligenten Fragen“. Für Christoph Huber von der österreichischen Presse war er „Wohlfühlkino“, ein mit Fernseh-Sitkom verwandtes „Teestunden-Divertissement“. Auf eine unpathetische, selten gewordene Weise ergriffen war Barbara Schweizerhof von epd Film. Zwar habe Hooper „glatt und konventionell“ inszeniert, und das Drehbuch sei eher routiniert als inspiriert. Dadurch böten Regie und Buch jedoch einen Entfaltungsraum für die Schauspieler, den Firth für die Rolle seines Lebens nutze; Bonham Carter hole aus ihren wenigen Momenten viel heraus.
Alexander von Schönburg meinte in der Welt, der Film befasse sich virtuos mit dem Königtum: „Er legt mit chirurgischer Präzision das Dilemma des modernen Königtums frei: Die Unvereinbarkeit von königlicher Erhabenheit mit der Pflicht, sich mit den Massenmedien zu verbünden.“ Diese neuen Medien hätten zu einer Demystifizierung der Monarchie geführt und sie damit geschwächt. Sogar die Theorie von den zwei Körpern eines Königs von Ernst Kantorowicz werde verständlich. Gerade aus dieser Theorie mache der Film nichts, monierte Ekkehard Knörer in der tageszeitung. Politische Fragen würden auf ein privates Problem reduziert. „Reaktionär, wie er ist, setzt der Film die Sinnhaftigkeit britischer Monarchie einfach voraus.“ Es handle sich um kein außergewöhnliches Werk: „Nur wer an mediokrem Historienfilmkasperletheater seinen Spaß hat, muss sich das ansehen.“

### Kritiken aus dem englischsprachigen Raum
Auch die englischsprachigen Kritiken waren dem Film gegenüber wohlwollend eingestellt. Der namhafte Kritiker Roger Ebert lobte die Arbeit des Regisseurs Tom Hooper. Die Tatsache, dass der Film größtenteils in langen, engen Räumen spiele, sei für einen Historienfilm ungewöhnlich, aber interessant. Nach Eberts Meinung wolle Hooper damit beim Zuschauer eine Enge hervorrufen, ähnlich jener, die Albert in seiner Kehle verspürt, während er nach Wörtern ringt. Des Weiteren bezeichnete er seine Regiearbeit in der seiner Meinung nach wichtigsten Szene des Films, in der König George VI. die Kriegserklärung an Deutschland über Rundfunk bekanntgibt, als „meisterhaft“ und bewertete den Film mit der höchstmöglichen Wertung von vier Sternen. James Berardinelli schrieb auf ReelViews, The King’s Speech sei ein Film, „der alles habe, was ein guter Film haben sollte.“ „Nachdem die zwei Stunden Laufzeit enden, werden sich viele wünschen, es würden noch einige Minuten folgen“, so Berardinelli. Abschließend bezeichnete er den Film als „inspirierend“ und „herzergreifend“.
Königin Elisabeth II., die Tochter des dargestellten Königs Georg VI., äußerte sich nach einer privaten Vorführung positiv über den Film und fand ihn „bewegend“.
Christopher Hitchens und Isaac Chotiner kritisierten die Darstellung Winston Churchills im Film während der Abdankungskrise. Es ist historisch verbürgt, dass Churchill Edward VIII. dazu drängte, nicht zurückzutreten, während Churchill im Film als starker Befürworter Prinz Alberts dargestellt wird. Hitchens führte diese Darstellung auf den Kult zurück, der um die Person Winston Churchills betrieben werde. Ebenfalls erwecke der Film laut Hitchens den Eindruck, dass Prinz Albert Gegner der Idee des Appeasements gewesen sei. König George VI. habe gemeinsam mit Neville Chamberlain auf dem Balkon des Buckingham-Palastes gestanden, als dieser aus München zurückgekehrt sei, nachdem er das Münchener Abkommen unterzeichnet habe.

### Auszeichnungen
Der Film gewann zahlreiche Preise und galt mit zwölf Nominierungen auch als Favorit für die 83. Oscarverleihung. Die US-amerikanischen Filmkritikervereinigungen wie die National Society of Film Critics, die Los Angeles Film Critics Association, der National Board of Review und der New York Film Critics Circle gaben zwar David Finchers Film The Social Network und seiner Regiearbeit den Vorzug, The King’s Speech konnte sich jedoch bei den Oscars durchsetzen.
Allein 18 Auszeichnungen gingen an den Hauptdarsteller Colin Firth, unter anderem der Oscar, der Golden Globe Award und der BAFTA Award. Auch die Filmkritikervereinigungen sahen größtenteils Firth als besten Hauptdarsteller des Jahres. Insgesamt konnte das Werk bei über 80 Nominierungen mehr als 40 Filmpreise gewinnen, von denen eine Auswahl hier aufgelistet ist.
Oscarverleihung 2011
- Bester Film
- Beste Regie: Tom Hooper

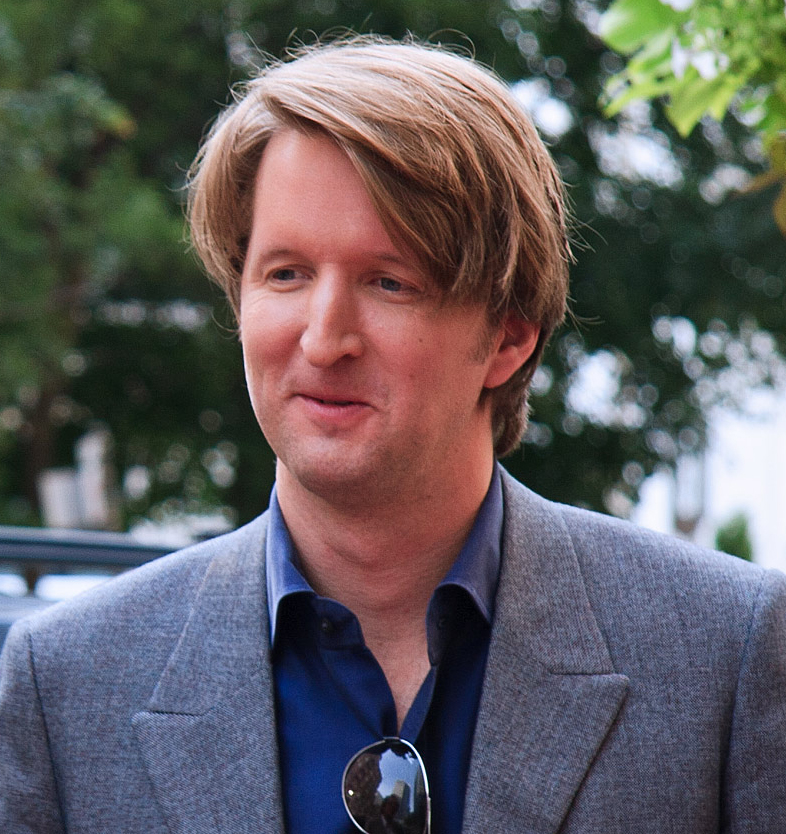
Regisseur Tom Hooper wurde für seine Regiearbeit mit dem Oscar ausgezeichnet

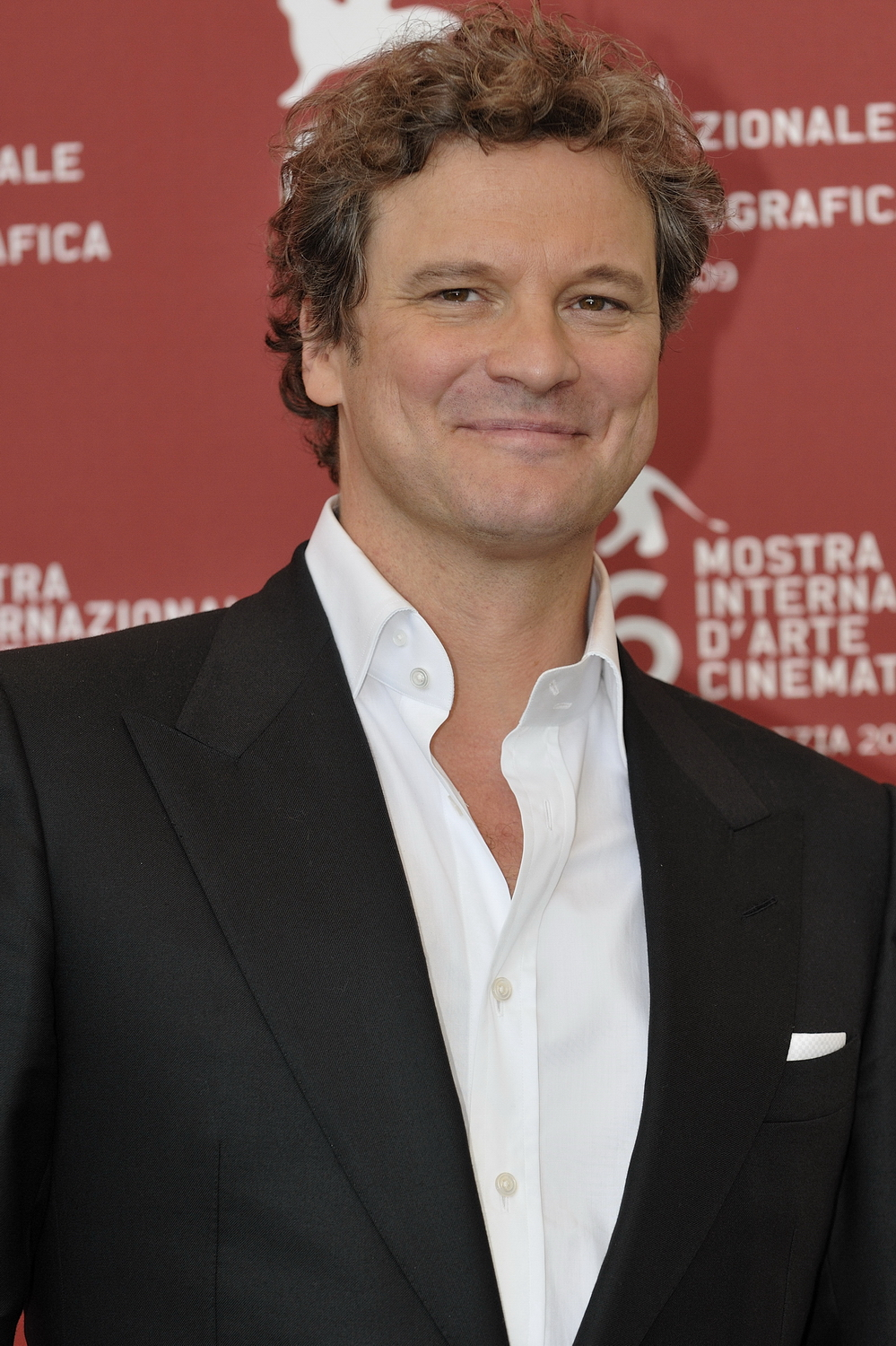
Hauptdarsteller Colin Firth gewann zahlreiche Auszeichnungen für seine Darstellung des stotternden Königs Georg VI.

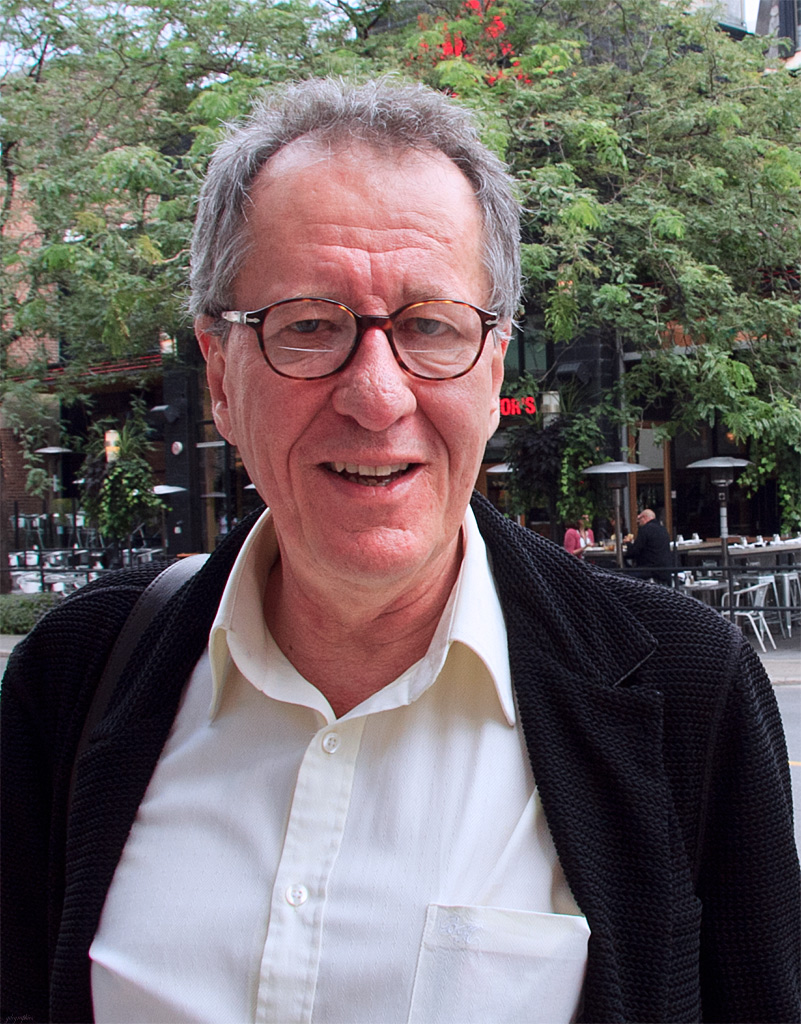
Geoffrey Rush gewann mehrere Auszeichnungen für seine Darstellung des Sprachtherapeuten Lionel Logue

- Bestes Originaldrehbuch: David Seidler
- Bester Hauptdarsteller: Colin Firth
- außerdem nominiert für:
  - Beste Nebendarstellerin: Helena Bonham Carter
  - Bester Nebendarsteller: Geoffrey Rush
  - Bester Schnitt: Tariq Anwar
  - Beste Kamera: Danny Cohen
  - Beste Kostüme: Jenny Beavan
  - Bestes Szenenbild: Eve Stewart, Judy Farr
  - Beste Filmmusik: Alexandre Desplat
  - Bester Ton: Paul Hamblin, Martin Jensen, John Midgley

Golden Globe Awards 2011
- Bester Hauptdarsteller – Drama: Colin Firth
- außerdem nominiert für:
  - Bester Film – Drama
  - Beste Regie: Tom Hooper
  - Bestes Drehbuch: David Seidler
  - Beste Filmmusik: Alexandre Desplat
  - Bester Nebendarsteller: Geoffrey Rush
  - Beste Nebendarstellerin: Helena Bonham Carter

British Independent Film Awards 2010
- Bester britischer Independent-Film
- Bestes Drehbuch: David Seidler
- Bester Hauptdarsteller: Colin Firth
- Bester Nebendarsteller: Geoffrey Rush
- Beste Nebendarstellerin: Helena Bonham Carter
- außerdem nominiert für:
  - Beste Regie: Tom Hooper
  - Bester Nebendarsteller: Guy Pearce

Europäischer Filmpreis 2011
- Bester Darsteller: Colin Firth
- Bester Schnitt: Tariq Anwar
- Europäischer Publikumspreis
- außerdem nominiert für:
  - Bester europäischer Film
  - Beste Filmmusik: Alexandre Desplat

British Academy Film Awards 2011
- Bester Film
- Bester britischer Film
- Bester Hauptdarsteller: Colin Firth
- Bester Nebendarsteller: Geoffrey Rush
- Beste Nebendarstellerin: Helena Bonham Carter
- Bestes Originaldrehbuch: David Seidler
- Beste Filmmusik: Alexandre Desplat
- außerdem nominiert für:
  - Beste Regie: Tom Hooper
  - Beste Kamera: Danny Cohen
  - Bester Ton: Paul Hamblin, Martin Jensen, John Midgley
  - Beste Kostüme: Jenny Beavan
  - Bestes Szenenbild: Eve Stewart, Judy Farr
  - Bester Schnitt: Tariq Anwar
  - Beste Maske

Satellite Awards 2011
- Bester Hauptdarsteller: Colin Firth
- Bestes Original-Drehbuch: David Seidler
- außerdem nominiert für:
  - Bester Film – Drama
  - Beste Regie: Tom Hooper
  - Bester Nebendarsteller: Geoffrey Rush
  - Beste Nebendarstellerin: Helena Bonham Carter
  - Bestes Kostümdesign: Jenny Beavan

Screen Actors Guild Awards
- Bester Hauptdarsteller: Colin Firth
- Bestes Schauspielensemble: Derek Jacobi, Colin Firth, Anthony Andrews, Jennifer Ehle, Michael Gambon, Timothy Spall, Helena Bonham Carter, Geoffrey Rush, Guy Pearce
- außerdem nominiert für:
  - Bester Nebendarsteller: Geoffrey Rush
  - Beste Nebendarstellerin: Helena Bonham Carter

### Gespräch
- Mit Colin Firth in der Frankfurter Allgemeine Zeitung, 12. Februar 2011, S. Z6: Haben Sie am Set an die Queen gedacht, Mister Firth?

### Kritikenspiegel
Positiv
- Cinema Nr. 2/2011, S. 42, von Ralf Blau[31]
- Frankfurter Allgemeine Zeitung, 16. Februar 2011, S. 29, von Verena Lueken: Majestät hat das Sagen
- Ray, Nr. 2/2011, S. 62, von Pamela Jahn: The King’s Speech
- Der Tagesspiegel, 15. Februar 2011, S. 21, von Daniela Sannwald: Das gemeine Leben der Worte
- Die Welt, 16. Februar 2011, S. 39, von Alexander von Schönburg: B-B-Bertie und die Büchse der Pandora

Eher positiv
- epd Film Nr. 2/2011, S. 39, von Barbara Schweizerhof: The King’s Speech
- film-dienst Nr. 4/2011, S. 34–35, von Felicitas Kleiner: The King’s Speech
- Die Presse, 19. Februar 2011, von Christoph Huber: Ein Oscar-Favorit: Royale Seifenoper für die Teestunde

Negativ
- die tageszeitung, 16. Februar 2011, S. 26, von Ekkehard Knörer: Nenn mich Bertie